# Euphorbia isaloensis
Euphorbia isaloensis là một loài thực vật có hoa trong họ Đại kích. Loài này được Drake mô tả khoa học đầu tiên năm 1899.